# 찰리 프레이저
찰리 프레이저(Charlee Fraser, 1995년 12월 25일 ~ )는 오스트레일리아의 모델, 배우이다.

## 출연 작품
- 페이크 러브 (2023) - 마거렛 역
- 퓨리오사: 매드맥스 사가 (2024) - 메리 조 바사 역